# Pandouri
Le panduri (en géorgien : ფანდური phandouri) est un instrument géorgien à trois cordes, répandu dans toute la Géorgie.
Il est souvent utilisé en accompagnement. Autrefois il était réservé aux nobles. Dans la tradition géorgienne, il symbolise la joie et représente un objet essentiel dans le foyer des familles. Il n'est néanmoins pas permis d'en jouer ou de le montrer lors des décès.

## Le panduri aujourd'hui

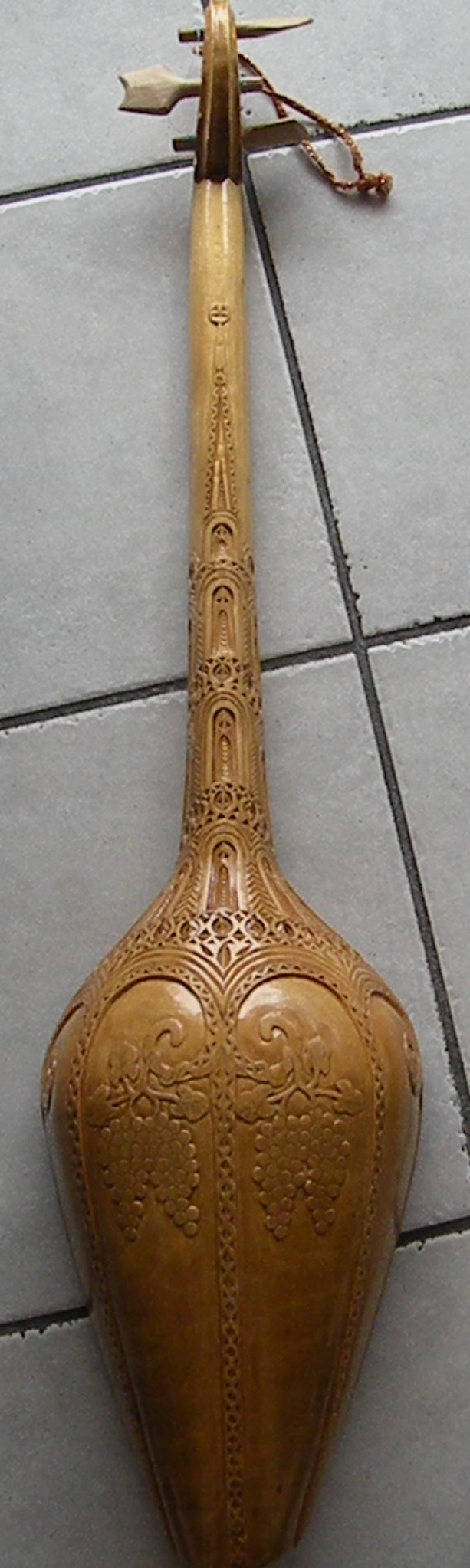
Un panduri de dos

Aujourd'hui, le panduri est très répandu dans toute la Géorgie. Il est joué lors de différents concerts et spectacles de danses et chants polyphoniques géorgiens. Il ressemble au chonguri, qui, lui, a une résonance différente et possède quatre cordes.

## Liens
- Hangebi.ge : présentation plus complète